# بیمارستان مصطفی خمینی
مرکز پزشکی، آموزشی و درمانی مصطفی خمینی (بیمارستان آریامهر محمدرضا شاه پهلوی پیشین) بیمارستانی است در مرکز تهران که زیرنظر دانشکده پزشکی شاهد فعالیت می‌کند. توجه کنید این بیمارستان با بیمارستان امام خمینی فرق دارد. این بیمارستان حالت نیمه خصوصی دارد.
این بیمارستان پنج‌طبقه توسط عبدالمیثاق میثاقیه از سرمایه‌داران تهرانی ساخته‌شد، به عنوان یکی از بزرگترین بیمارستان‌های وقت تهران با ۱۷۰ تخت در سال ۱۳۳۰ خورشیدی آغاز به کار کرد. اکنون با در اختیار داشتن ۲۲۰ تخت، در اختیار دانشکده پزشکی دانشگاه شاهد قرار دارد. با وجود اینکه این بیمارستان آموزشی می باشد اما کلیه اقدامات درمانی توسط پزشکان متخصص و فوق تخصص و کادر آموزش دیده و مجرب انجام می شود و این بیمارستان دانشجوی دوره دستیاری تخصصی یا همان رزیدنت ندارد. دانشجویان پزشکی و اینترن ها در این بیمارستان آموزش می بینند اما مداخله ی مستقیمی در امر درمان بیماران ندارند. این بیمارستان برخلاف سایر بیمارستان های آموزشی خلوت بوده و سطح بهداشت بالا و رسیدگی مطلوبی دارد. هزینه های درمانی نسبت به بیمارستان خصوصی کمتر بوده و با اکثر بیمه های تکمیلی قرارداد دارند. خدمات درمانی برای خانواده شهدا و جانبازان رایگان یا اقریبا رایگان است.
این بیمارستان با ابتکار بهاییان و به دستور محمد رضا شاه پهلوی در سال ۱۳۳۰ توسط یکی از بهاییان به نام عبدالمیثاق میثاقیان تاسیس شد. او پدرش را در سن سیزده سالگی در شهر محل تولدش، کاشان پس از یک اتفاق و بر اثر نبود پزشک حاذق از دست داد. بیمارستان پس از تاسیس، تمام بیماران را بدون در نظر گرفتن دین و مذهب قبول می‌کرد و افراد بی‌بضاعت و کم‌بضاعت در آن رایگان مداوا می‌شدند. پس از مصادره این بیمارستان بعد از انقلاب ۵۷، نام آن به مصطفی خمینی ، فرزند روح الله خمینی تغییر یافت.

## بخش‌ها
بخش‌های تخصصی این بیمارستان به ریجی‌اسکن، سنگ‌شکن کلیه از راه پوست (PCNL)، سنگ‌شکنی آندوسکوپیک هالب، لاپاراسکوپی، آرتروسکوپی، کولونوسکپی، آندوسکوپی، ERCP برونکوسکوپی، اسپیرومتری، دیالیز، اکوکاردیوگرافی، آنژیوگرافی، هولترمانیتورینگ، هوتر فشار خون، تست ورزش، شنوایی‌سنجی، سنجش گوش میانی (تمپانومتری)، دیودیزر، کراتومتری، فیزیوتراپی، شوک مغزی (ECT)، نوار مغزی (EEG)، سی‌تی‌اسکن اسپیرال، MRI، رادیولوژی، سونوگرافی، پاتولوژی و آزمایشگاه مجهز هستند.
بخش زنان و زایمان، اتاق اطفال و هم‌چنین بخش اعصاب و روان بیمارستان تخصصی است.